# Marinula striata
Marinula striata es una de las especies de molusco gasterópodo de la familia Ellobiidae.

## Distribución geográfica
Se encuentra debajo de las piedras en la línea de costa  en islas de Nueva Zelanda: Islas Antípodas, Islas Auckland, Islas Campbell, y la isla Stewart.